# Литературна награда на Рейнгау
„Литературната награда на Рейнгау“ (на немски: Rheingau Literatur Preis) се присъжда ежегодно след 1994 г. в рамките на Литературния фестивал на Рейнгау, който е свързан с Музикалния фестивал на Рейнгау.
Удостояват се автори, чиято „художествена проза през изтеклата година е отбелязана от литературната критика“.
Отличието е на стойност 11 111 € в добавка на 111 бутилки ризлинг от Рейнгау.

## Носители на наградата (подбор)
- Томас Лер (1999)
- Петер Щам (2000)
- Бодо Кирххоф (2001)
- Роберт Гернхарт (2002)
- Райнхард Иргл (2003)
- Ралф Ротман (2004)
- Клеменс Майер (2006)
- Антйе Равич Щрубел (2007)
- Урзула Крехел (2008)
- Кристоф Петерс (2009)
- Йозеф Хаслингер (2011)
- Стен Надолни (2012)
- Саша Станишич (2016)
- Инго Шулце (2017)
- Роберт Зееталер (2018)